# اووموسین
اووموسین (انگلیسی: Ovomucin) یکی از آلبومین‌های تشکیل دهندهٔ سفیده تخم‌مرغ است.